# Château de Punta Ala
Le château de Punta Ala (en italien : Castello di Punta Ala), également connu sous le nom de Torre di Troia Nuova, est située dans le village de Punta Ala, une frazione de Castiglione della Pescaia, dans la province de Grosseto en Toscane.

## Histoire
La fortification a été construite vers le milieu du XVIe siècle, entre 1562 et 1563, par Cosme Ier de Médicis pour défendre le tronçon côtier du Grand-duché de Toscane contre d'éventuelles menaces de la mer. Le complexe défensif a été construit comme une tour, et s'appelait à l'époque Torre di Troia Nuova pour le distinguer de sa voisine la tour Appiani qui était située sur l'îlot de Sparviero situé en face du littoral.
Le bâtiment était situé non loin de la frontière avec la Principauté de Piombino, sous la juridiction de laquelle tombaient la tour Hidalgo voisine et la même tour Appiani sur l'îlot Sparviero, située juste en face de cette partie de la côte.
En 1707, la chapelle Sant'Antonio y fut construite.
L'édifice est profondément restructuré par les Lorrains dans la seconde moitié du XVIIIe siècle : en 1788 l'ensemble défensif prend l'aspect actuel de château.
Au cours du siècle suivant, la fortification côtière fut transformée en résidence privée et, en 1932, elle devint la résidence d'Italo Balbo.

## Description
Le château se dresse sur un bastion polygonal clos de courtines. Le complexe se développe selon un plan en forme de U, sur lequel s'articule le corps de logis principal sur deux niveaux, avec un puissant soubassement de pierre en bossages angulaires. Le corps de logis, se développant en U, s'articule autour de la tour centrale à section carrée, qui constitue l'ouvrage défensif côtier primitif.
La tour est plus haute que le reste du complexe, avec un portail d'entrée rectangulaire architravé et mouluré qui s'ouvre sur la mezzanine et est précédée d'un long et caractéristique escalier extérieur, qui culminait à l'origine avec un pont-levis de sécurité. La partie supérieure de la tour, qui possédait à l'origine un crénelage au sommet qui délimitait un balcon couvert d'un toit à quatre arches, a été modifiée lors des travaux de rénovation du début du XXe siècle, lorsqu'une terrasse a été aménagée à la place du balcon d'origine. 
Du château, il était possible de communiquer avec la tour Hidalgo au nord-ouest, avec la tour de Cala Galera au sud-est et avec la Tour Appiani sur l'îlot Sparviero, qui sont encore clairement visibles aujourd'hui du haut de la tour.

## Galerie

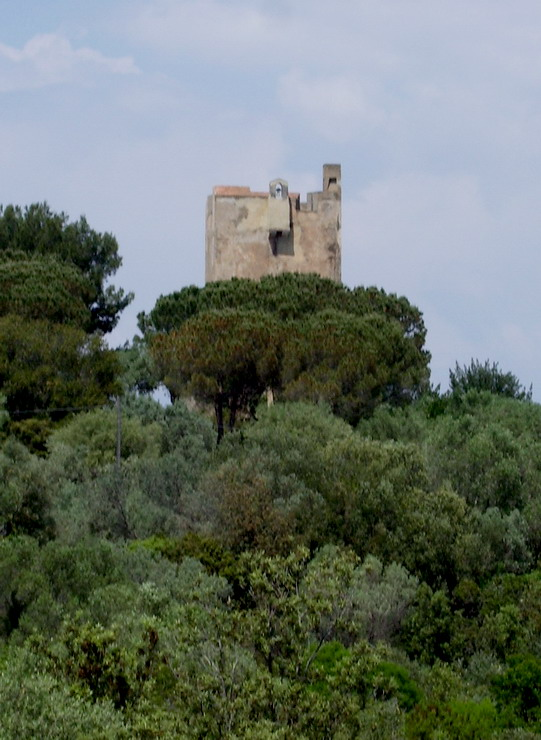
Torre Hidalgo.
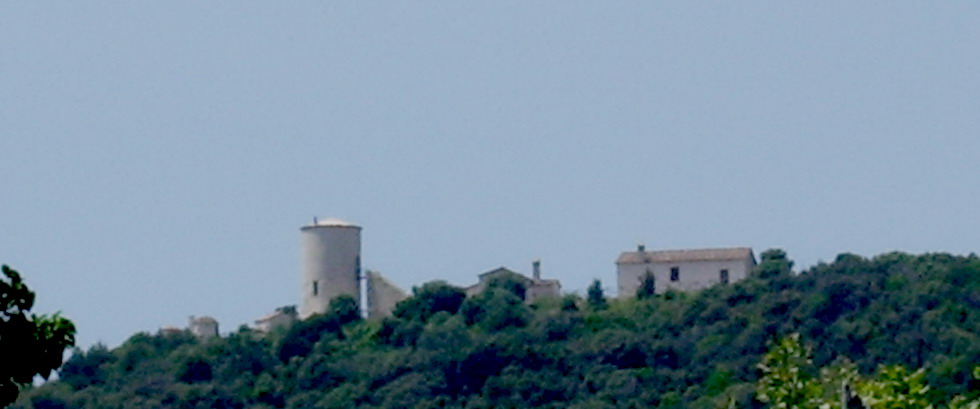
Torre di Cala Galera.
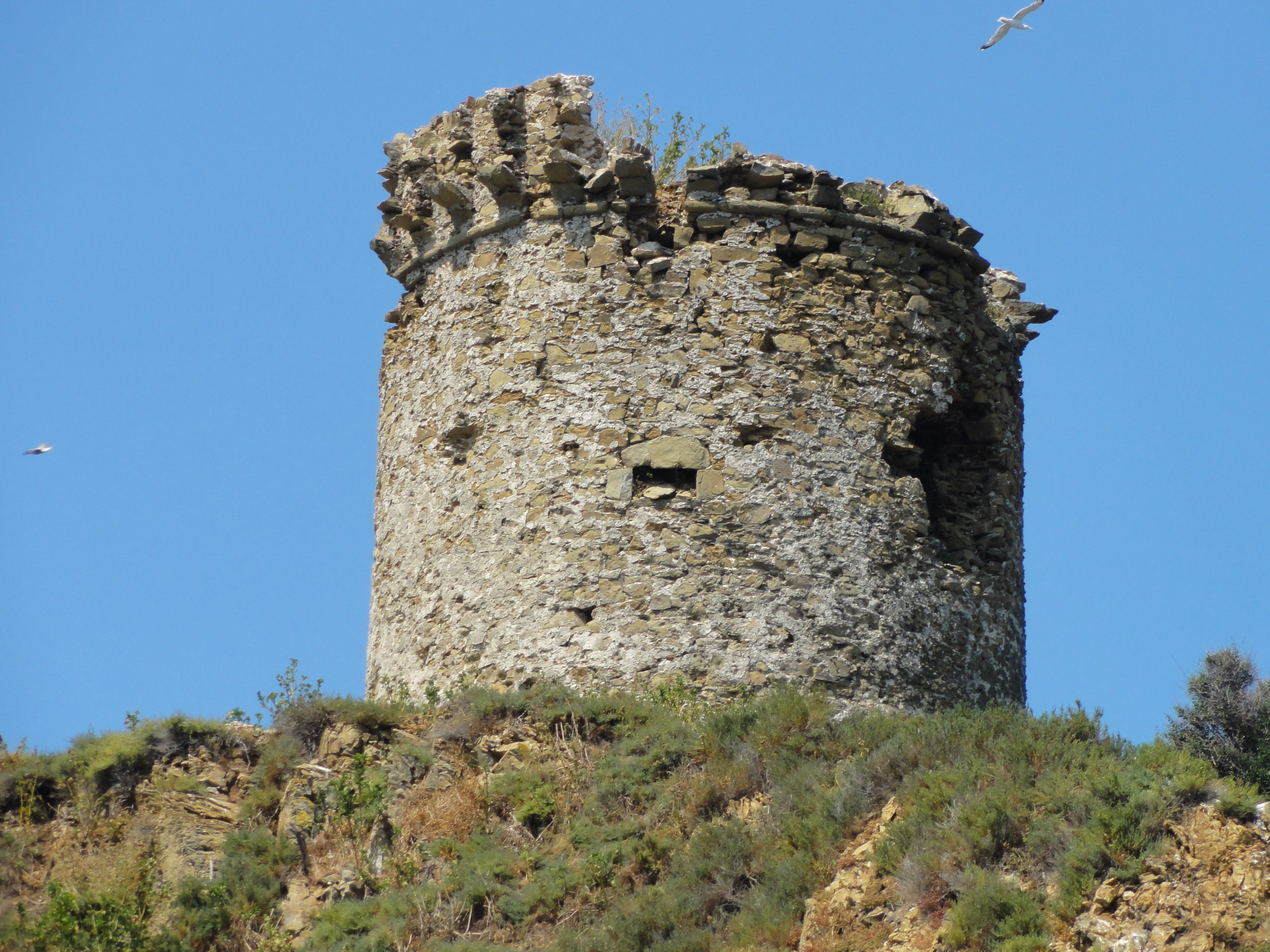
Torre  Appiani.